# Secretaría de Medio Ambiente y Recursos Naturales

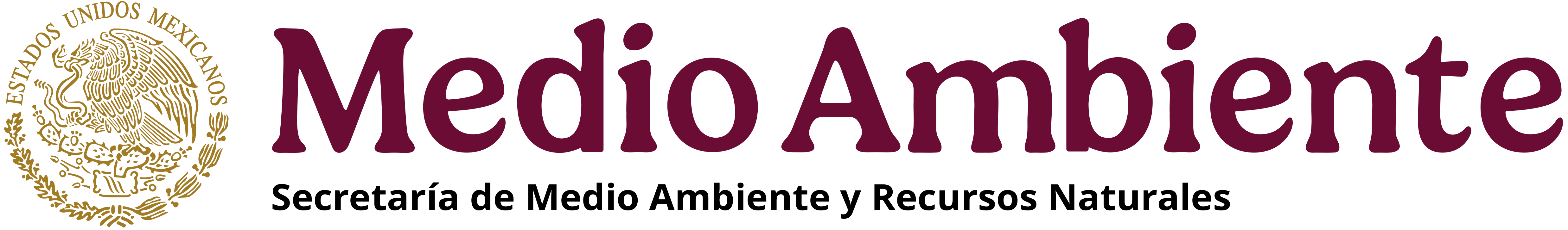
SEMARNAT

Das Secretaría de Medio Ambiente y Recursos Naturales (SEMARNAT) ist das politische „Sekretariat (der Regierung) für Umwelt und natürliche Ressourcen“ in Mexiko. Als Sekretariat der Regierung ist es vergleichbar mit einem Umweltministerium.
Es wurde 1982 mit der damaligen Bezeichnung „Sekretariat für Fischerei“ (Secretaría de Pesca) gegründet. 1994 wurde es zum Secretaría de Medio Ambiente, Recursos Naturales y Pesca erweitert. Im Jahr 2000 wurde die Zuständigkeit für Fischerei dem SAGARPA übertragen, wodurch das SEMARNAT die jetzige Bezeichnung erhielt.
Es gibt drei Untersekretariate (Subsecretarías) für „Umweltplanung und - politik“ (Planeación y Política Ambiental), „Umweltschutz-Management“ (Gestión para la Protección Ambiental) und „Umweltförderung und -normativität“ (Fomento y Normatividad Ambiental), sowie die Sektorkörperschaften (Organismos Sectorizados). Zum Geschäftsbereich gehören die nationale Kommission für Wasser Comisión Nacional del Agua (CNA) und die Bundesverwaltung für Umweltschutz Procuraduría Federal de Protección al Ambiente (PROFEPA); diese sind jeweils unterstellt.

## Bisherige Sekretäre
Das Amt eines „Secretario“ / einer „Secretaria“ der Regierung in Mexiko ist vergleichbar mit dem eines Ministers einer Staatsregierung.
| Amtsinhaber                                                           | Amtszeit                         | Präsident                        | Zeitraum                         |
| Secretario / Secretaria de Pesca                                      | Secretario / Secretaria de Pesca | Secretario / Secretaria de Pesca | Secretario / Secretaria de Pesca |
| --------------------------------------------------------------------- | -------------------------------- | -------------------------------- | -------------------------------- |
| Fernando Rafful Miguel                                                | 1982                             | José López Portillo              | 1976–1982                        |
| Pedro Ojeda Paullada                                                  | 1982–1988                        | Miguel de la Madrid              | 1982–1988                        |
| María de los Angeles Moreno                                           | 1988–1991                        | Carlos Salinas de Gortari        | 1988–1994                        |
| Guillermo Jiménez Morales                                             | 1991–1994                        | Carlos Salinas de Gortari        | 1988–1994                        |
| Secretario / Secretaria de Medio Ambiente, Recursos Naturales y Pesca |                                  |                                  |                                  |
| Julia Carabias Lillo                                                  | 1994–2000                        | Ernesto Zedillo                  | 1994–2000                        |
| Secretario / Secretaria de Medio Ambiente y Recursos Naturales        |                                  |                                  |                                  |
| Víctor Lichtinger                                                     | 2000–2004                        | Vicente Fox                      | 2000–2006                        |
| Alberto Cárdenas Jiménez                                              | 2004–2005                        | Vicente Fox                      | 2000–2006                        |
| José Luis Luege Tamargo                                               | 2005–2006                        | Vicente Fox                      | 2000–2006                        |
| Juan Rafael Elvira Quezada                                            | 2006–2012                        | Felipe Calderón Hinojosa         | 2006–2012                        |
| Juan José Guerra Abud                                                 | 2012–2015                        | Enrique Peña Nieto               | 2012–2018                        |
| Rafael Pacciano Alamán                                                | 2015–2018                        | Enrique Peña Nieto               | 2012–2018                        |
| Josefa González Blanco Ortiz Mena                                     | 2018–2019                        | Andrés Manuel López Obrador      | 2018–                            |
| Víctor Manuel Toledo                                                  | 2019–2020                        | Andrés Manuel López Obrador      | 2018–                            |
| María Luisa Albores                                                   | 2020-                            | Andrés Manuel López Obrador      | 2018–                            |